# Радиолокация
Радиолокацията е процесът на откриване на местоположението на обект чрез употребата на радиовълни. Тя се отнася обикновено до пасивни употреби, особено радара, както и откриване на скрити кабели, тръби и други (например радара за определяне на скоростта). Азимутът, ъгълът спрямо земята под който се връща сигналът, както и времето за което се връща, определят кръговите координати на засечения обект и така и неговото местоположение. Радиолокаторът е снабден с мощен свръхвисокочестотен (СВЧ) генератор, свързан със специална антена, която излъчва радиовълни само в определена посока. Теоретично и експериментално е доказано, че колкото дължината на електромагнитната вълна е по-малка, толкова по-голяма насоченост на излъчването може да се постигне. Затова при трикоординатните радиолокационни станции (РЛС) се използват предимно микровълни (сантиметров и милиметров диапазон). При двукоординатните РЛС се използват по-дълги радиовълни (дециметров и метров диапазон), понеже те се разпространяват по-лесно и не е необходима пряка видимост между засичания обект и станцията, а и с по-ниска мощност се покриват по-големи разстояния. За определяне на разстоянието до обекта най-често се използва импулсен режим на излъчване. Продължителността на всеки импулс е много малка, така че излъчването му приключва преди пристигането на отразения сигнал. Това дава възможност една и съща антена да се използва както за предаване, така и за приемане: в паузата между два последователни импулса предавателната антена се превключва да работи като приемна антена и регистрира отразения от обекта импулс. При активната радиолокация РЛС изпраща радио сигнал, на който следения обект отвръща с активен отговор (друг радио сигнал) – принципът на определяне на координатите е същия както при пасивната локация, но тук засечения сигнал не е отразен, а генериран и излъчен от обекта (запитване – отговор). Този принцип се използва от диспечерите за проследяване и навигация на самолети и кораби.